# Megaselia chlumetiae
Megaselia chlumetiae är en tvåvingeart som beskrevs av Ronald Henry Lambert Disney 1992. Megaselia chlumetiae ingår i släktet Megaselia och familjen puckelflugor.
Artens utbredningsområde är Maharashtra (Indien). Inga underarter finns listade i Catalogue of Life.